# 대학예과
대학예과(大學豫科)는 일본 제국 시기 존재하던 고등교육 기관의 일종으로, 구제대학의 본과(本科) 즉 전문적인 학부 과정에 진학하고자 하는 이들에게 전 단계의 예비 교육을 실시하였다.
1894년 제1차 고등학교령에 의해 설치된 구제고등학교의 대학예과(1919년 고등과로 개칭) 과정, 각 제국대학관제에 의해 설치된 구제대학 부속 예과 과정, 그리고 1919년 대학령에 의해 설치된 관립·공립대학의 부속 예과 과정이 있었다. 대학에 따라 3년제나 2년제, 또는 두 과정을 병치하는 경우가 모두 있었다.
기본적으로 구제고등학교와 같은 교육이 이루어졌다. 특정 구제대학에 부속되어 대학 본과에 진학하기 이전 예비 교육을 담당하였는데, 내용은 오늘날 대학교의 교양 과정과 유사하다. 종전 이후 1955년까지 학부 과정에 통합되어 사라졌다.

## 같이 보기
- 구제고등학교
- 구제대학
- 의예과
- 본과